# Східносибірський лайка
Східносибірський лайка (англ. East siberian laika) — мисливський собака лісової й лісотундрової смуги Східної Сибіру. Виведений на основі мисливських промислових собак місцевих лайок (евенкійських, якутських і прибайкальских). Найбільший з російських мисливських лайок. Використовується не тільки як мисливський, але і як їздовий собака. Перший стандарт (тимчасовий) прийнятий в 1949 р., постійний діє з 1981.

## Історія породи
Батьківщиною східносибірського лайки є Сибір, Далекий Схід, і території поблизу. Східносибірський лайка як самостійна порода з'явився в результаті змішування багатьох видів собак (амурські, евенкійського, ламутські, якутські групи). Дотепер ця порода мало вивчена, в порівнянні з іншими породами лайок. Східносибірський лайка є відмінним мисливцем, тому він був необхідний в кожному будинку. Люди поступово освоювали сибірські простори, і їм був необхідний потужний, сміливий і відданий помічник. Разом зі східносибірським лайкою люди полювали, здобуваючи собі прожиток, а також заготовляли шкури вбитих тварин на продаж. Період заселення Сибіру, і близького знайомства людини зі східносибірським лайкою відбулося в 19 столітті. Східносибірський лайка не зазнавав спеціальних схрещувань. Всі парування відбувались природним шляхом і ніяк не відстежувалися, але при цьому східносибірський лайка дивним чином зберіг чистоту виду. При цьому представники цієї породи зберегли в собі багато якостей, властиві іншим видам лайок. Сталося це завдяки тому, що географія проживання лайок величезна, це практично вся територія Російської імперії. Східносибірський лайка — мисливець від народження. Але при цьому він може слугувати їздовим і сторожовим собакою. Тому для тих людей, які вирішили оселитися в такому віддаленому місці, як Сибір, допомога східносибірського лайки в побуті була необхідна. Стандарт цієї породи прийнятий порівняно недавно, в 1949 році. Зараз безліч розплідників, що займаються розведенням чистокровних мисливських лайок. Там же присутні інструктори, які допоможуть натаскати лайку на потрібного звіра (переважно в полюванні діляться на звірових та хутрових). Полює східносибірський лайка на великого звіра, їй під силу ведмідь або кабан. Але й дрібну дичину лайка не пропустить (соболь, білка, глухар). Східносибірський лайка — це серйозна, сильна тварина, в якій простежується щось дике і вовче. У нього гострий нюх, залізні м'язи, які з'явилися через особливості сибірської гористій місцевості, зірке око, і невтомна жага переслідування жертви. Але разом з цим східносибірський лайка любить людину, оскільки протягом всього існування породи східносибірський лайка і людина були нероздільні.

## Опис

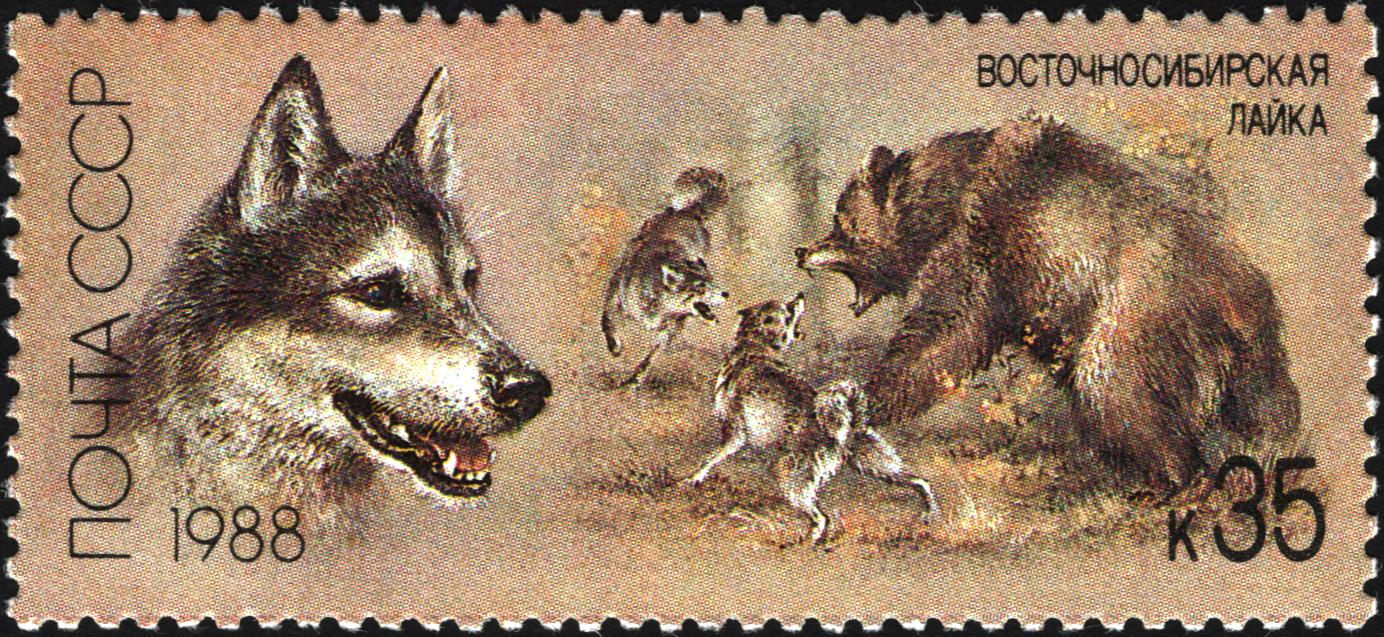
Марка СРСР, 1988 р.

### Загальний вигляд
У порівнянні з західносибірським лайкою, цей лайка має більш розтягнутий формат, він більш великий і має потужніший кістяк.

### Голова
- Голова клиноподібна з відносно широким черепом та округлої потиличної кістки. Довжина морди наближається до довжини черепної коробки. Потиличний бугор виражений. Перехід від чола до морди плавний, слабо виражений. Верхня лінія морди паралельна лінії лоба.
- Вуха стоячі, рухливі, трикутної форми, з гострими або трохи закругленими вершинами, знаходяться на рівні очей, не дуже високо поставлені.
- Око невеликі, з овальним і помірно косим розрізом століття, бажано темно-коричневі або при будь-якому забарвленні вовни.
- Губи сухі, щільно прилеглі.
- Зуби великі, білі, прикус ножицеподібний.
- Шия мускулиста, по довжині наближається до довжини голови.

### Корпус
- Загривок добре розвинений, різко виступає над лінією спини.
- Спина пряма, широка, мускулиста.
- Хвіст, як правило, загнутий кільцем на спину або притиснутий до стегна. Його довжина доходить до скакального суглоба, або на 1-2 см коротше.

### Кінцівки
- Передні кінцівки прямі, паралельні, з добре вираженими кутами, лікті спрямовані суворо тому. Передпліччя прямі, п'ясті злегка похилий.
- Задні кінцівки м'язисті, з довгою гомілкою, паралельні, з правильними кутами зчленувань. Плесно поставлена майже прямовисно. Лапи зібрані в грудку. Прибуток пальці допускаються, але небажані.

### Шерстний покрив
- Шерсть жорстка, груба, з м'яким, щільним підшерстям; на голові, вухах коротка, на шиї й плечах пишніша, у вигляді коміра (муфти), на ногах коротка, на тильній стороні ніг кілька подовжена.
- Забарвлення біле, чорно-рябе, чорне, сіре, руде та буре всіх відтінків.

### Рухи
- Рухи швидкі, легкі. Характерний алюр — прискорена рись і легкий галоп.

### Зріст і вага
- Висота у загривку у псів 55-63 см, у сук 53-61 см.
- Вага від 18 до 23 кг.

## Характер
Східносибірські лайки добре орієнтовані на людину, дуже вираженою мисливською пристрастю, а також рухливим, врівноваженим характером (для них нетипова злобність до людини). Дуже добре пристосована до тяжкої роботи в суворих умовах гористої сибірської тайги. Натаска — по дикому чи підсадному звірю.
Корисна інформація
Східносибірський лайка: офіційний стандарт породи (ENG) [Архівовано 15 лютого 2017 у Wayback Machine.]